# 无千禧年论
无千禧年论（amillennialism）是基督教末世论的一种观点，拒绝基督将在地上进行千年统治的观点。它反对千禧年前论和千禧年后论对《启示录》第20章所作的解释。
东正教和天主教普遍持无千禧年论，在“主流”新教教派如信義宗、归正宗、基督会、圣公会甚至一些福音派中也很普遍。在18世纪和19世纪，千禧年后论兴起、千禧年前论复兴后，无千禧年论在新教中衰落，但是第二次世界大战后在西方又再度复兴。

四种基督教千禧年主义理论的对比：
1. 千禧年前论
2. 千禧年前论之时代论
3. 千禧年后论
4. 无千禧年论